# Velasco (Gibara)
Velasco es una localidad de la zona norte del municipio de Gibara, uno de los 14 que conforman la actual Provincia de Holguín. Tiene una población de 24.500 habitantes en una extensión de 138 kilómetros cuadrados, contando con numerosos barrios en sus alrededores, como El Recreo, La Naza, La Gegira, Blanquizal, La Púa, Las Aguadas, Piedra del Indio,  El Uso, Calderón, Mayorquín, San Mateo, El Asiento, Tres Palma, Los Güiros, Palmarito, La Mula, El Cerro, El Jiquí, San Cristóbal,  entre otros, así como poblados  de mayor importancia como San Felipe de Uñas, Bocas, Juan Sáez, Arroyo Seco, Cañada de Melones, que tradicionalmente estuvieron y están relacionados con su desenvolvimiento económico, social, cultural e histórico.
También en este poblado nació una personalidad histórica llamada Floro Regino Pérez Díaz. Fue un estudiante universitario que se manifestó contra la dictadura de Machado y fue asesinado por sus crímenes. Actualmente el poblado cercano de Floro Pérez lleva su nombre.

## Ubicación geográfica
Velasco limita por el norte y oeste con el municipio Jesús Menéndez de la provincia de las Tunas, al este con Gibara y Floro Pérez y por el sur con la Presa Cacoyugüín perteneciente al municipio de Holguín. 
El territorio, generalmente llano, está cruzado por varios  ríos como el Cacoyogüín, Manos, Guabasiabo; junto a los arroyos Peneque, Uso, Socarreño y Los Alfonso, que actualmente han servido para presas y embalses en función de la agricultura.
La zona presenta algunas elevaciones no muy empinadas como la Sierra de la Naza, La Gegira, Candelaria y Bocas, perteneciente al grupo Maniabón, pero es predominante una zona llana.

## Economía
Su economía ha sido eminentemente agrícola, ganándose nacionalmente el sobrenombre del «granero de Cuba». En el período anterior al triunfo de la Revolución, en la zona predominaron los pequeños y medianos campesinos dedicados medularmente a la producción de granos, por lo que a partir de los años 50 del pasado siglo XX se conoció como «el granero de Cuba».

## Edificios de interés
- Casa de Cultura Félix Varona Sicilia[3]